# Tê điểu
Tê điểu (danh pháp hai phần: Buceros rhinoceros) là một loài chim trong họ Bucerotidae.
Trong điều kiện nuôi nhốt, loài chim này thể sống đến 35 năm. Loài chim này được tìm thấy ở vùng đất thấp và núi lửa, khí hậu nhiệt đới và cận nhiệt đới và trong rừng mưa núi lên tới 1.400mét ở Borneo, Sumatra, Java, bán đảo Mã Lai, Singapore và miền nam Thái Lan. Đây là chim biểu tượng của bang Sarawak và quốc điểu Malaysia.

## Hình ảnh

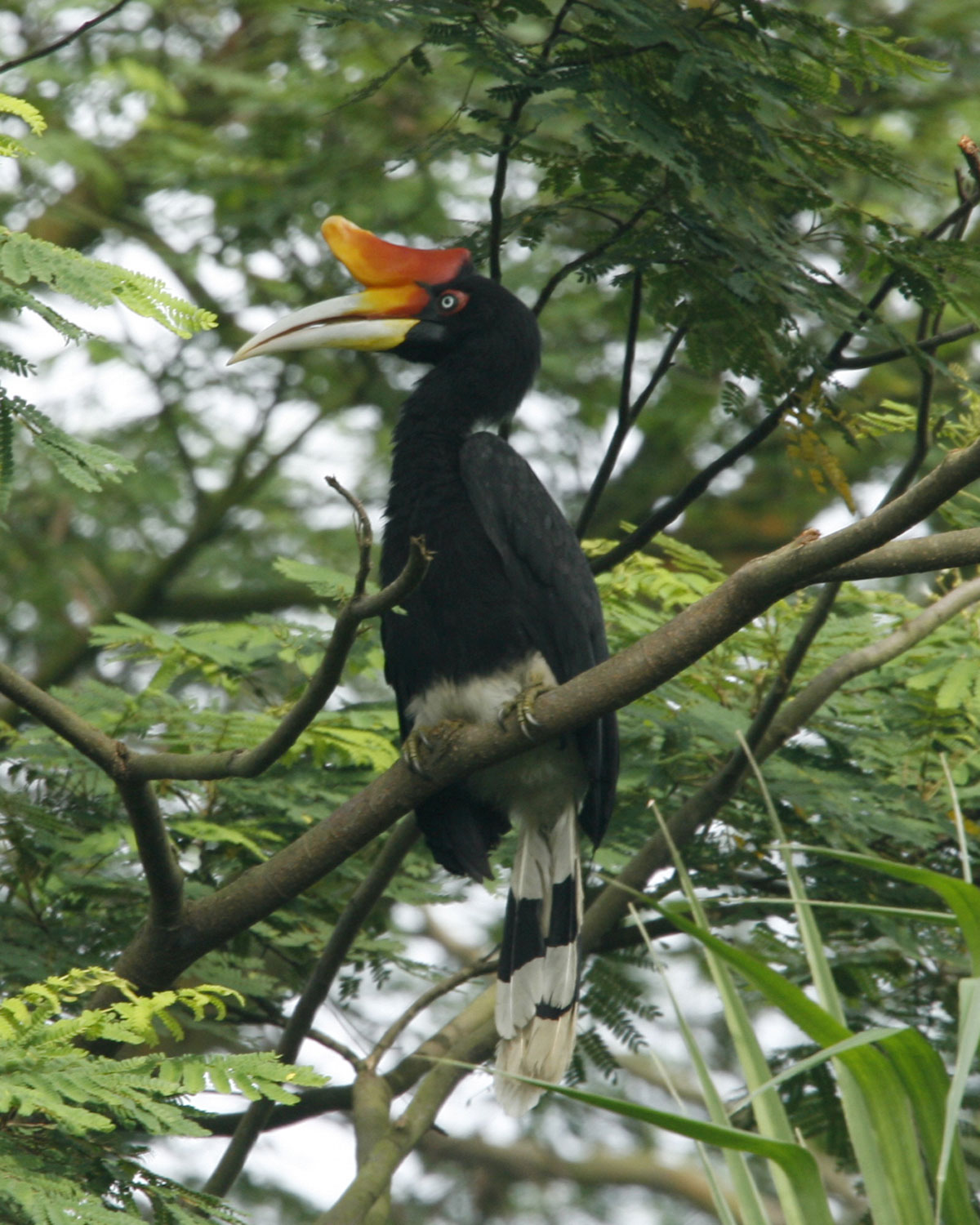
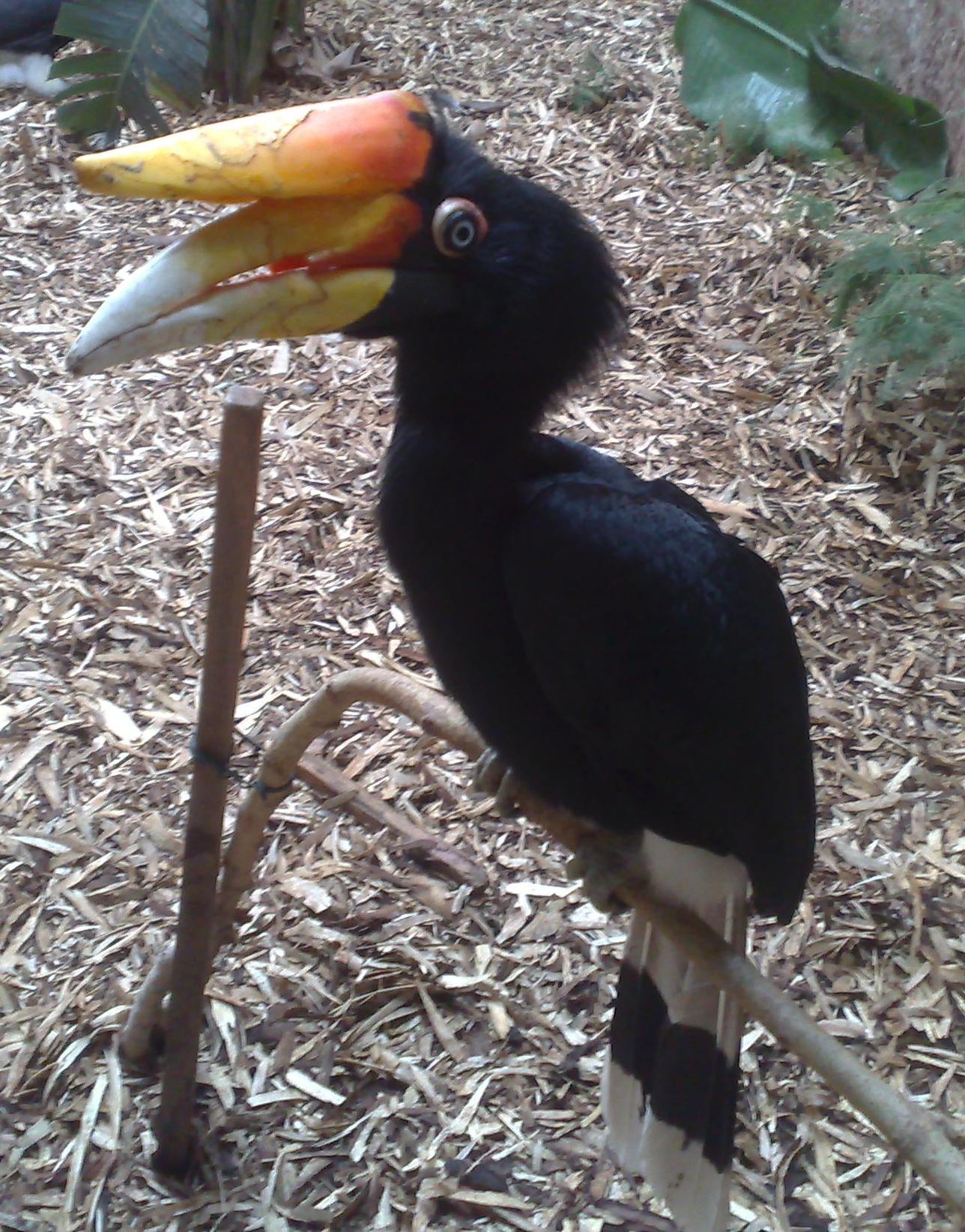
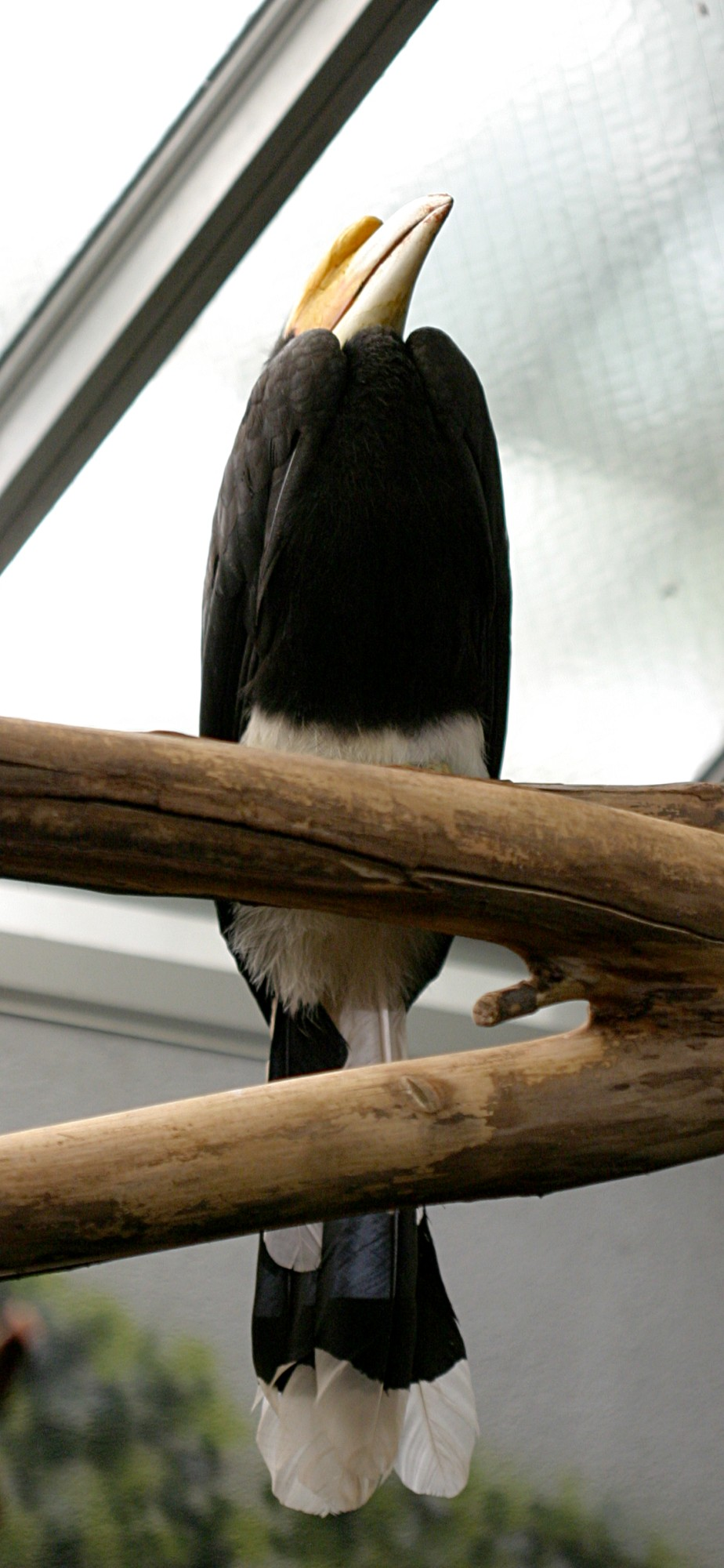
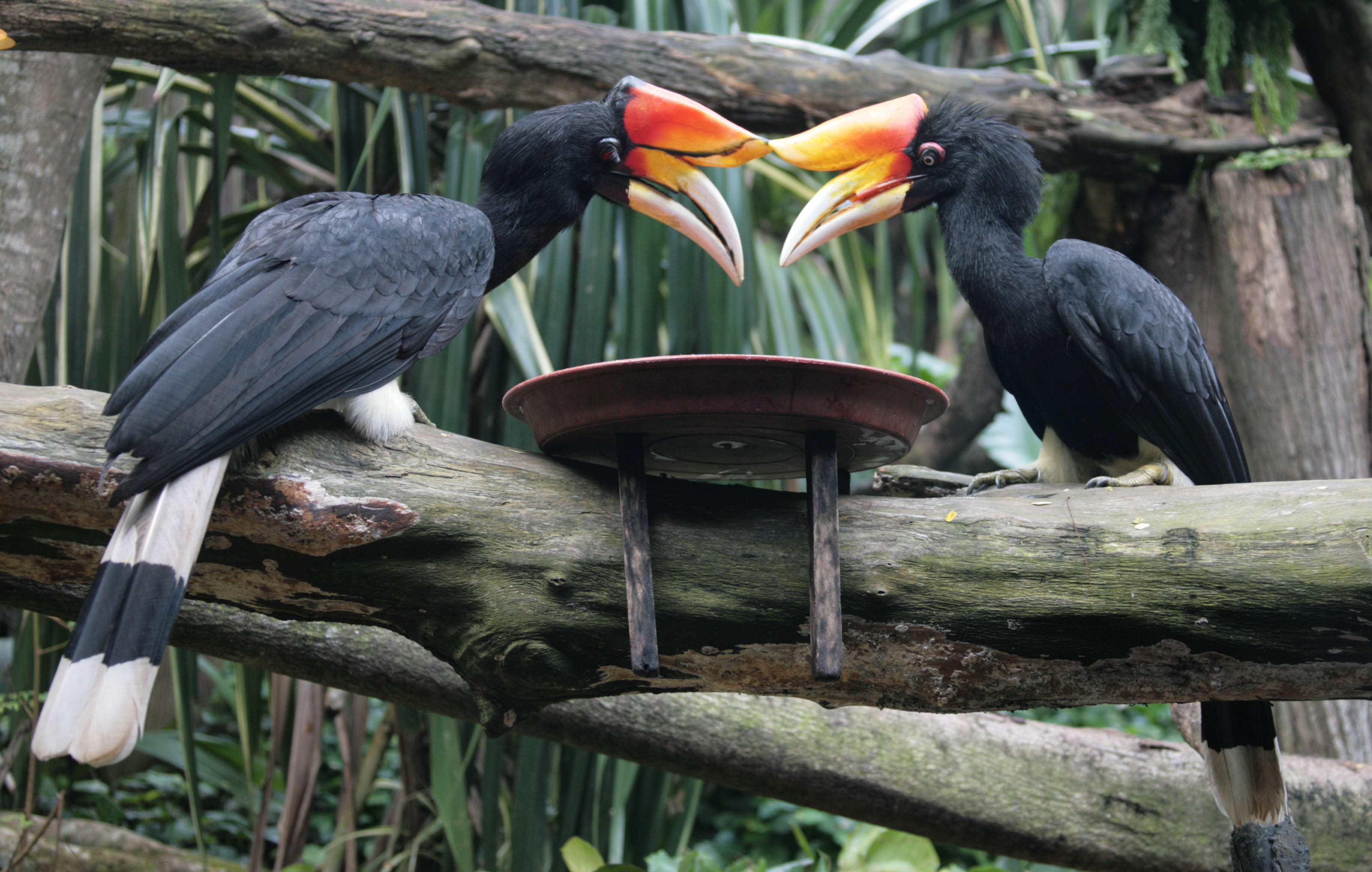
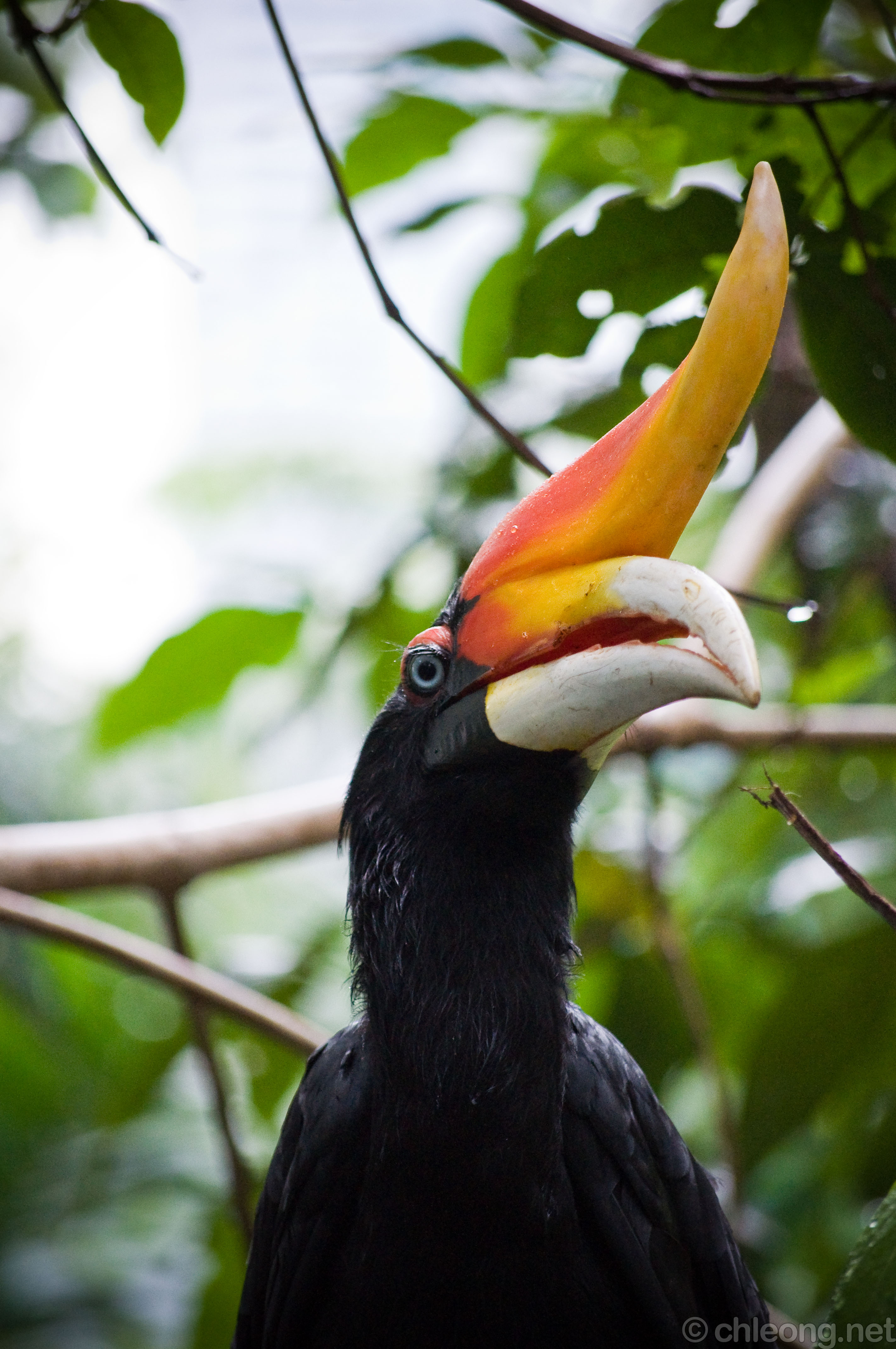
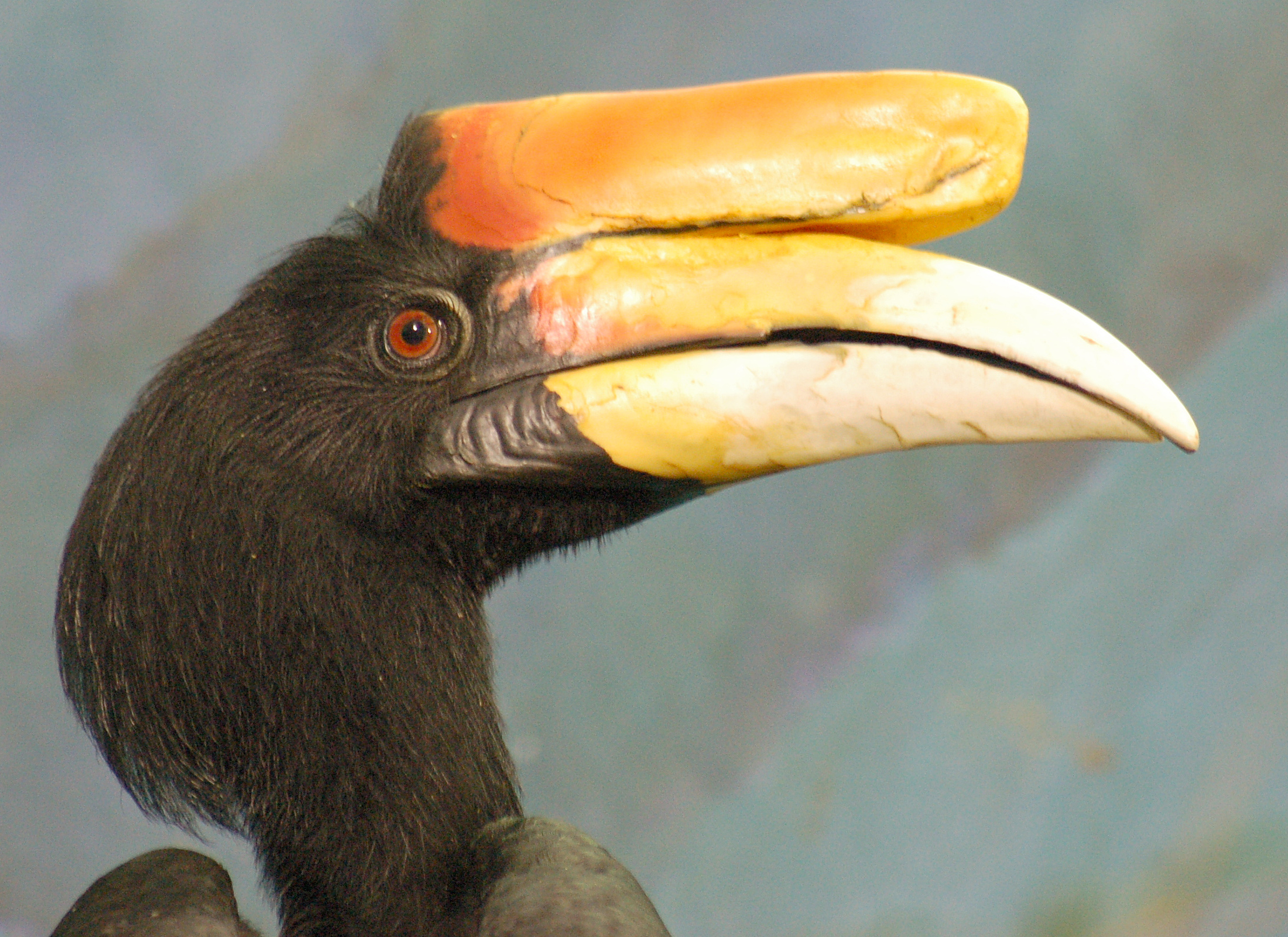